# Rudolf Reuß

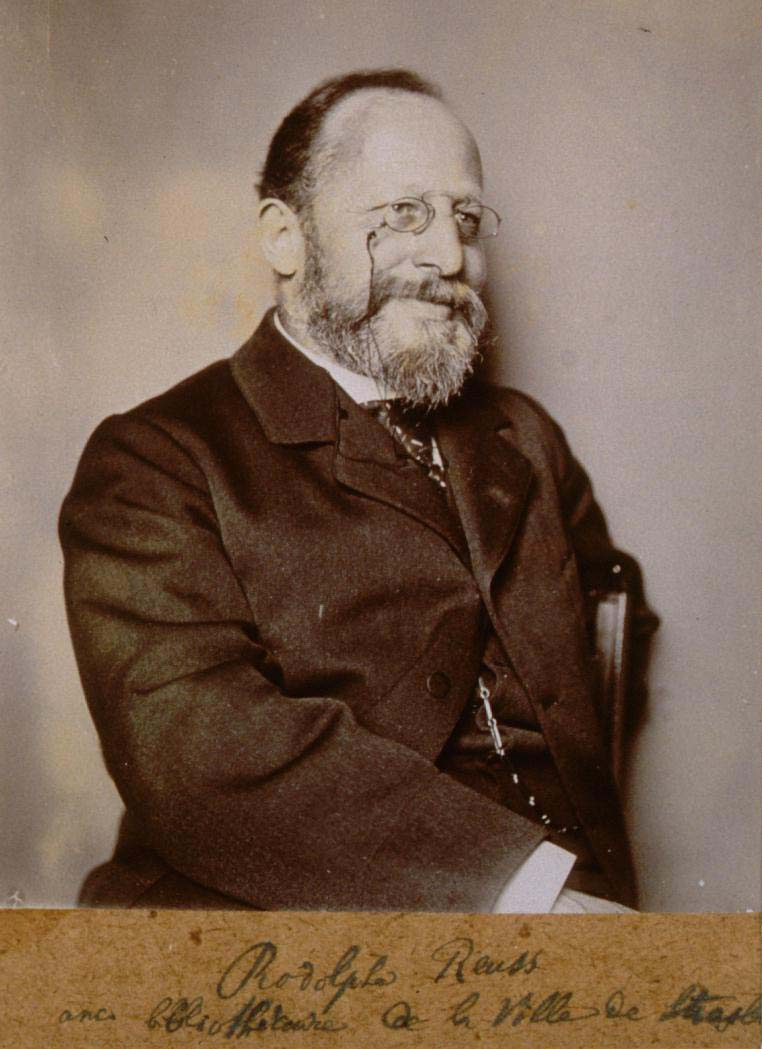
Rudolf Reuß im Jahr 1880

Rudolf Ernst Reuß (französisch Rodolphe Ernest Reuss; * 13. Oktober 1841 in Straßburg; † 16. August 1924 in Versailles, Frankreich) war ein elsässischer Pädagoge, Bibliothekar und Historiker.

## Leben
Reuß’ Eltern waren der evangelische Theologe Eduard Reuß und dessen Ehefrau Julie, geb. Himly. Rudolf Reuß erhielt seine Schulbildung in Straßburg an der Johannes-Sturm-Schule (französisch Gymnase Jean-Sturm) und besuchte dort dann die Universität, wo er 1861 graduierte. Er hörte anschließend drei Jahre lang Vorlesungen an den Universitäten von München, Jena, Berlin und Göttingen. In Göttingen, wo er den Vorlesungen des Historikers Georg Waitz folgte, promovierte er im Dezember 1864 ‚summa cum laude‘ mit dem Dissertationsthema Graf Ernst von Mansfeld im böhmischen Kriege zum Dr. phil. Im Jahr 1865 wurde er als Lehrer am heimischen protestantischen Jean-Sturm-Gymnasium tätig, das ein Vorläufer der Universität Straßburg war. Ab 1859 wirkte er als Privatdozent am protestantischen Seminar in Straßburg. Nach Ende des Deutsch-Französischen Kriegs 1871 setzte er dort zunächst seine Lehrtätigkeit fort.
Während der Einschließung Straßburgs 1870 war in der Nacht vom 24. auf den 25. August die Stadtbibliothek in Brand geraten und der Bücherbestand vernichtet worden. Als 1872 die Kaiser-Wilhelms-Universität gegründet wurde, erhielt er eine Stelle als Bibliothekar an der Stadtbibliothek, deren Bücherbestand erneuert werden musste. Reuß wirkte in Straßburg als Bibliothekar und Dozent am Seminar bis 1896. Im Juni desselben Jahres wechselte er als Dozent zur Hochschule Versailles bei Paris. Dort, wo er 1897 zum Professor für Literaturgeschichte ernannt wurde, hielt er in der Folgezeit 26 Jahre lang zweimal wöchentlich Vorlesungen. Er starb in Versailles im Alter von 82 Jahren.

## Werke (Auswahl)
Eine Liste seiner bis 1889 veröffentlichten Schriften ist als Anhang enthalten in der von ihm im selben Jahr herausgegebenen ‚Kleinen Strassburger Chronik‘.
- Graf Ernst von Mansfeld im böhmischen Kriege 1618–1621. Ein Beitrag zur Geschichte des dreißigjährigen Krieges. Schwetschke, Braunschweig 1865 (Google Books).
- Beiträge zur Geschichte des Elsasses im dreißigjährigen Kriege. Straßburg und die evangelische Union bis zur Auflösung derselben; 1618–1624. Nach gleichzeitigen Quellen dargestellt. Risler und Komp., Mülhausen 1868 (Google Books).
- Vieux noms et rues nouvelles de Strasbourg (‚Alte Namen und neue Straßen von Straßburg‘, 1883)
- Geschichte des Neuhofes bei Straßburg. Eine historische Skizze nach ungedruckten Dokumenten des Stadtarchivs. Schmidt, Straßburg 1884.
- Alsace au XVIIIème siècle (‚Elsaß im 18. Jahrhundert‘, 1897 usw.)
- Vorwort zu dem Buch: Strassburger Zunft- und Polizei-Verordnungen des 14. und 15. Jahrhunderts. Aus den Originalen des Stadtarchivs ausgewählt und zusammengestellt von Johann Karl Brucker. Trübner, Straßburg 1889 (Google Books).

Als Herausgeber
- Zur Geschichte des großen Straßburger Freischießens und des Züricher Hirsebreies 1576. Verhandlungen des Straßburger Magistrats, aus den Ratsprotokollen zum ersten Male herausgegeben, Straßburg 1876.
- Strassburgische Chronik von 1657–1677 – Aufzeichnungen des Ammeisters Franciscus Reisseissen. Mit Einleitung und Anmerkungen herausgegeben von Rudolf Reuss. Bull, Straßburg 1880 (Google Books).
- Magister Johann Heinrich Brecht: Historischer Bericht von der Religions-Veränderung in Düttlenheim 1686. Ein Beitrag zur elsässischen Kirchengeschichte unter Ludwig XIV., herausgegeben von Rudolf Reuß.
- Kleine Strassburger Chronik. Denckwürdige Sachen alhier in Strassburg vorgeloffen und begeben. Aus einer Handschrift der Strassburger Stadtbibliothek herausgegeben von Rudolf Reuß. Verlag J. H. Ed. Heitz, Strassburg 1889 (Google Books).